# Campezo
Campezo (cooficialmente en euskera: Kanpezu) es un municipio español de la provincia de Álava, en la comunidad autónoma del País Vasco. Está situado 38 km al este de Vitoria, con 85,02 km² y 1040 habitantes.
Este municipio nació en 1965 de la fusión de los de Antoñana, Orbiso, Oteo y Santa Cruz de Campezo, que hasta entonces habían sido términos municipales independientes, por un Decreto publicado en el B.O.E. n.º 196 de fecha 17 de agosto de 1965.

## Geografía

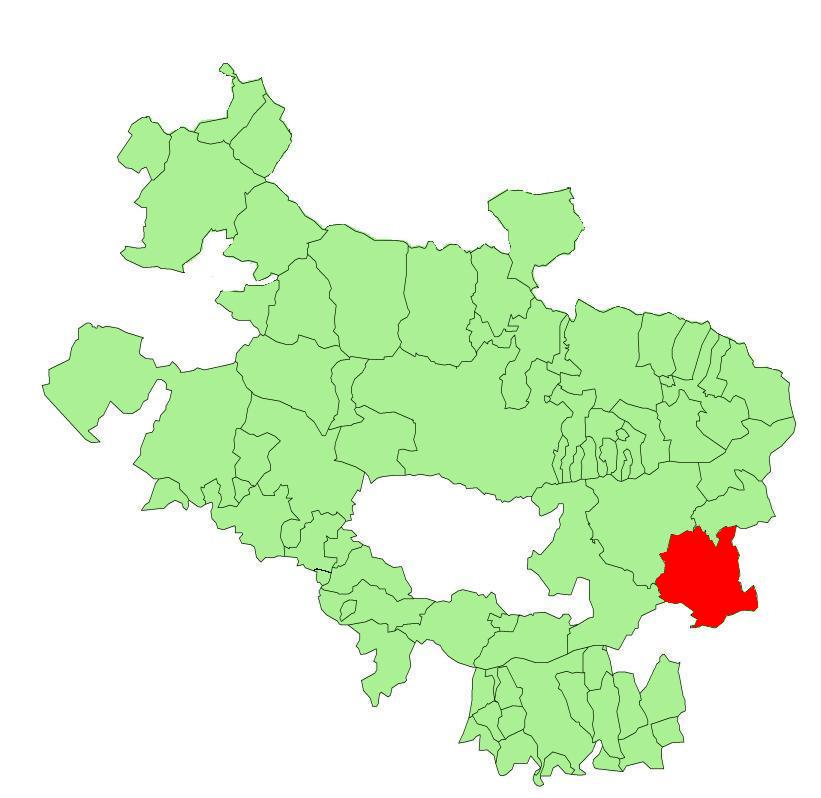
Extensión del municipio en la provincia de Álava

Santa Cruz de Campezo es la capital y principal localidad del municipio con 795 habitantes.

### Hermandad de Campezo

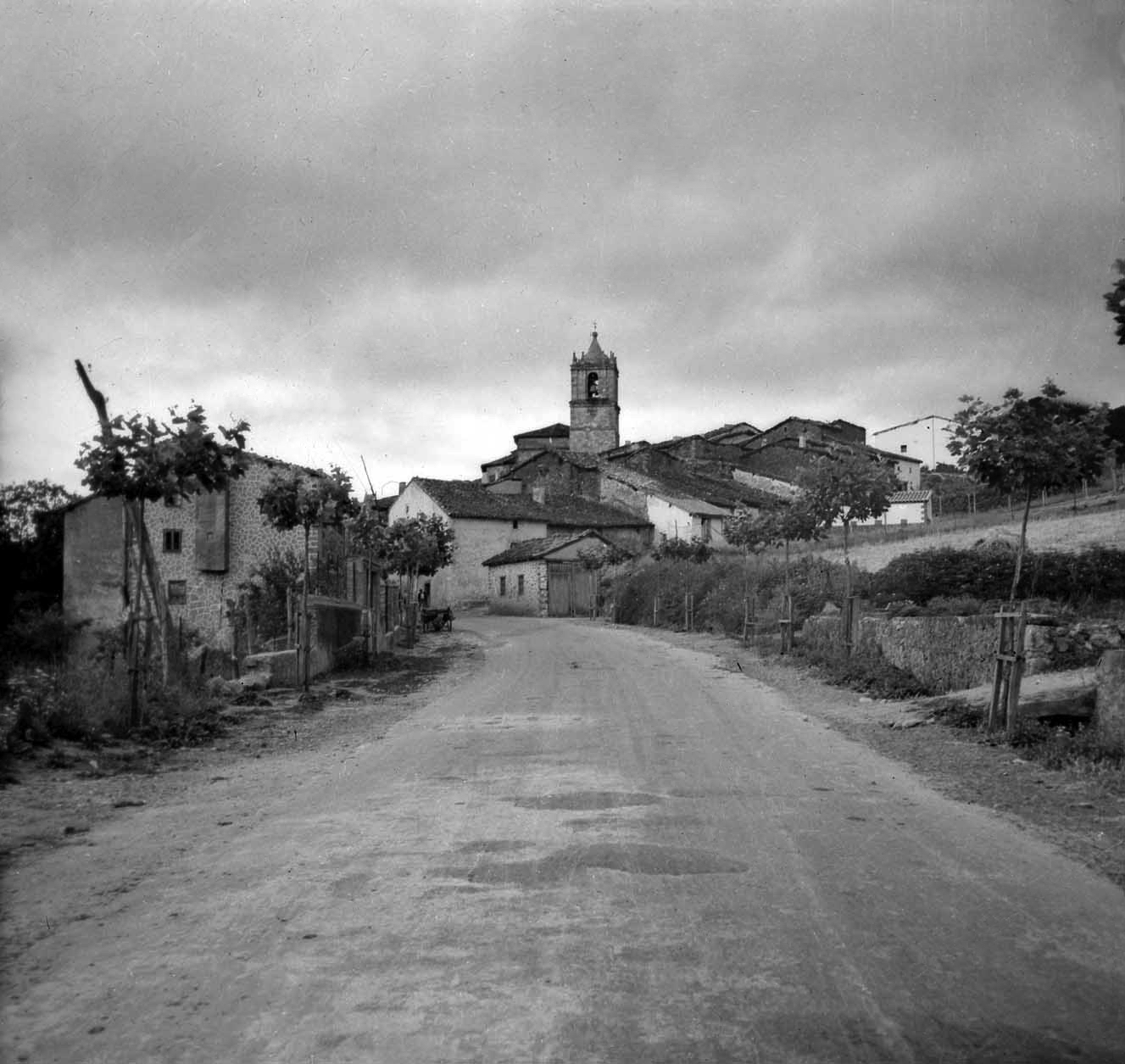
Campezo en 1956

El movimiento hermandino en Álava distingue dos períodos:
Durante el primero, Vitoria y otros concejos formarán parte de las hermandades generales que desde fines del siglo XIII fueron creados por numerosos concejos castellanos.
Las hermandades nacieron en un momento de debilitamiento de la autoridad real, motivada sucesivamente por la rebelión del infante don Sancho y de las minorías de Fernando IV y de Alfonso XI, y manifiestan la pujanza que a finales del siglo XIII han alcanzado los concejos, que se unen para la defensa de sus fueros, privilegios y libertades.
Se pretendía poner fin al desorden reinante y garantizar el ejercicio de la justicia para acabar con los abusos de la nobleza feudal.
A partir de la segunda mitad del s. XIV, el País Vasco sufre las consecuencias de las luchas banderizas. Una serie de hermandades se crean en los territorios vascos a semejanza del resto de la Corona de Castilla en los primeros años del reinado de Enrique II.
La primera hermandad concejil de carácter general fue suscrita en Burgos, el 27 de mayo de 1282, por una treintena de concejos castellanos, entre los que figuran tres alaveses: Vitoria, Salvatierra y Salinillas de Buradón. Su formación se produjo durante la rebelión del infante don Sancho contra su padre Alfonso X y vino motivada por los
 "muchos desafueros e muchos dannos e muchas ffuerças e muertes e presones e despechamientos sin sser oydos e desonrras e otras muchas cosas sin guisa, que eran [...] contra ffuero e a gran danno de todos los reynos de Castilla, de Toledo, de León, de Gallisa, de Seuilla, de Córdoua, de Murçia, de Jahén e del Algarbe, ffasta este tienpo que ueno nuestro ssennor el infante don Sancho".
La duración de esta hermandad, a la que habría que añadir otras de diverso carácter, fue muy breve, pues el propio Sancho IV, siendo ya rey, las suprimió todas en 1284.
Durante la minoría de Fernando IV, sucesor de Sancho IV, el movimiento hermandino resurgió con renovado vigor. Tres grandes hermandades se formaron en 1295, la de Castilla, la de los León y Galicia y la de los del arzobispado de Toledo y de la Extremadura castellana. Las tres fueron confirmadas en las Cortes de Valladolid, reunidas el 8 de agosto de 1295.
La hermandad castellana fue suscrita en Burgos, el 6 de junio, según consta en el ejemplar de la carta que fue entregado al concejo de Nájera y su texto está directamente inspirado en el de la hermandad de 182.
Según G. Martínez Díez los concejos alaveses que se integraron en la hermandad castellana fueron los de Salinas de Añana, Salinillas de Buradón, Treviño, Vitoria, Lapuebla de Arganzón, Santa Cruz de Campezo, Labastida, Peñacerrada, Antoñana, Portilla de Corres (hoy Corres) y Salvatierra.
Además de estas y otras hermandades generales, dentro del territorio alavés se desarrollaron otras de carácter local:
El 28 de enero de 1293 fue acordada una hermandad entre el concejo de Salvatierra y los de Eulate, Aranarache, Larraona y las siete villas de Amescoa, situados a lo largo del camino que unía Salvatierra con Estella a través del puerto de Opacua, con el fin de que
  "todos seamos más defendidos et más anparados de muchos males et dannos que solíamos reçibir vos et nos"

## Demografía
Campezo cuenta con una población de 1085 habitantes (INE 2024).
| Gráfica de evolución demográfica de Campezo entre 1970 y 2021 |
| |
| Población de derecho según los censos de población del INE Población de hecho según los censos de población del INEEn estos censos se denominaba Campezo: 1981 y 1991 Entre el censo de 1970 y el anterior, aparece este municipio porque se fusionan los municipios 01502 (Antoñana), 01520 (Orbiso), 01521 (Oteo) y 01527 (Santa Cruz de Campezo) |

| Gráfica de evolución demográfica de Campezo entre 1900 y 2000 |
|                                                               |

| Gráfica de evolución demográfica de Campezo entre 1988 y 2008 |
|                                                               |

## Administración y política

### Gobierno municipal
| Partido político                                              | 2015  | 2015       | 2011  | 2011       | 2007  | 2007       | 2003        | 2003        | 1999    | 1999       | 1995  | 1995       |
| Partido político                                              | %     | Concejales | %     | Concejales | %     | Concejales | %           | Concejales  | %       | Concejales | %     | Concejales |
| Kaixo                                                         | 47,29 | 5          | —     | —          | —     | —          | —           | —           | —       | —          | —     | —          |
| Euzko Alderdi Jeltzalea-Partido Nacionalista Vasco (EAJ-PNV)  | 40,61 | 4          | 40,55 | 4          | 34,55 | 3          | 58,07       | 6           | 36,48   | 4          | 31,16 | 3          |
| Partido Popular del País Vasco (PP)                           | 9,08  | 0          | 18,43 | 2          | 17,72 | 2          | 27,69       | 3           | 25,24   | 3          | 21,74 | 2          |
| Partido Socialista de Euskadi-Euskadiko Ezkerra (PSE-EE PSOE) | 1,75  | 0          | 2,15  | 0          | 2,93  | 0          | 4,59        | 0           | 3,19    | 0          | 6,52  | 0          |
| Ezker Batua-Berdeak (EB-B)                                    | —     | —          | 8,91  | 0          | 9,37  | 1          | 7,59        | 0           | 2,91    | 0          | —     | —          |
| Eusko Alkartasuna (EA)                                        | —     | —          | 28,73 | 3          | 15,37 | 1          | Con PNV     | Con PNV     | Con PNV | Con PNV    | —     | —          |
| Eusko Abertzale Ekintza-Acción Nacionalista Vasca (EAE-ANV)   | —     | —          | —     | —          | 18,74 | 2          | —           | —           | —       | —          | —     | —          |
| Unidad Alavesa (UA)                                           | —     | —          | —     | —          | —     | —          | 0,32        | 0           | 1,53    | 0          | 7,97  | 1          |
| Euskal Herritarrok (EH)-Herri Batasuna (HB)                   | —     | —          | —     | —          | —     | —          | Ilegalizado | Ilegalizado | 14,56   | 1          | —     | —          |
| Agrupación Campezana (AC)                                     | —     | —          | —     | —          | —     | —          | —           | —           | 14,56   | 1          | —     | —          |
| Kandidatura Independiente Kanpezu (KIK)                       | —     | —          | —     | —          | —     | —          | —           | —           | —       | —          | 16,67 | 2          |
| IK-Independiente (CIC)                                        | —     | —          | —     | —          | —     | —          | —           | —           | —       | —          | 13,48 | 1          |

### Organización territorial
El municipio está compuesto por 5 concejos.
| Concejo               | Nombre oficial                              | 2000 | 2005 | 2010 | 2015 | 2019 |
| --------------------- | ------------------------------------------- | ---- | ---- | ---- | ---- | ---- |
| Antoñana              | Antoñana                                    | 124  | 133  | 132  | 149  | 147  |
| Bujanda               | Bujanda                                     | 21   | 17   | 18   | 19   | 19   |
| Orbiso                | Orbiso                                      | 81   | 84   | 75   | 79   | 57   |
| Oteo                  | Oteo                                        | 27   | 23   | 22   | 19   | 22   |
| Santa Cruz de Campezo | Santa Cruz de Campezo/ Santikurutze Kanpezu | 807  | 826  | 879  | 803  | 795  |
| Total                 | Total                                       | 1060 | 1083 | 1126 | 1069 | 1040 |

## Servicios
Instalaciones deportivas
- Club Pottoka Antoñana, 945-410226 /fax. 410293
- Acampada La Vadera y Aguake, 945-410226 /fax. 410293
- PR-A61, Senda del Agin
- En Leorza, Granja Escuela Lurkoi, 945-410032
- En Santa Cruz de Campezo, Lago de Pesca, 945-415072/75

Información turística, 945-410226 /fax. 410293